# Consolida hellespontica
Consolida hellespontica är en ranunkelväxtart. Consolida hellespontica ingår i släktet åkerriddarsporrar, och familjen ranunkelväxter.

## Underarter
Arten delas in i följande underarter:
- C. h. hellespontica
- C. h. rosea